# تشانغ كيه (لاعب كرة قدم)
تشانغ كيه هو لاعب كرة قدم صيني، ولد في 20 مارس 1985 في شنيانغ في الصين. شارك مع منتخب الصين تحت 23 سنة لكرة القدم. أما مع النوادي، فقد لعب مع جيانغسو سونينغ ونادي غوانغجو آر أند إف ونادي غويزهو رينهي ونادي هينان جيانيي.